# Arnold Smith
Arnold Cantwell Smith (ur. 18 stycznia 1915 w Toronto, zm. 7 lutego 1994 tamże) – kanadyjski dyplomata, pierwszy w historii sekretarz generalny Wspólnoty Narodów.
W latach 1958–1961 był ambasadorem Kanady w Egipcie, a następnie w latach 1961-1963 w Związku Radzieckim. Po utworzeniu w 1965 Sekretariatu Wspólnoty Narodów został mianowany jego pierwszym szefem. Uważa się go, obok ówczesnego premiera Kanady, Pierre'a Trudeau, za jednego z pomysłodawców flagi Wspólnoty Narodów. Pełnił urząd przez 10 lat, do 1975.
W 1984 został uhonorowany Orderem Kanady, najwyższym kanadyjskim cywilnym odznaczeniem państwowym.